# Blavet (Var)
Der Blavet ist ein kleiner Fluss in Frankreich, der im Département Var in der Region Provence-Alpes-Côte d’Azur verläuft. Er entspringt im Gemeindegebiet von Bagnols-en-Forêt, entwässert generell Richtung Südwest bis Süd und mündet nach 15 Kilometern im Gemeindegebiet von Roquebrune-sur-Argens als linker Nebenfluss in den Argens.

## Orte am Fluss
- Bagnols-en-Forêt
- La Bouverie, Gemeinde Roquebrune-sur-Argens

## Sehenswürdigkeiten
Die Blavetschlucht (Gorges du Blavet) liegt zwischen Bagnols-en-Forêt und dem Ortsteil La Bouverie von Roquebrune-sur-Argens. Dort befinden sich unter anderem eine Reihe von Höhlen, in denen bei archäologischen Ausgrabungen Spuren des Homo erectus und des frühen Homo sapiens entdeckt wurden.